# Edsäter
Edsäter är en bebyggelse  väster om Trollhättan i Trollhättans kommun. 2020 avgränsade SCB här en småort.